# کاسپار جان
کاسپار جان (انگلیسی: Caspar John; ۲۲ مارس ۱۹۰۳ – ۱۱ ژوئیهٔ ۱۹۸۴) افسر ارشد نیروی دریایی پادشاهی بریتانیا بود که از سال ۱۹۶۰ تا ۱۹۶۳ به عنوان فرمانده ارشد دریا خدمت کرد. او از پیشگامان نیروی هوایی ناوگان بود و در جنگ جهانی دوم با یک رزم‌ناو در کاروان‌های اقیانوس اطلس جنگید، در لشکرکشی نروژ شرکت کرد و سلاح‌ها را از اطراف دماغه امید نیک به مصر برای استفاده در لشکرکشی صحرای غربی منتقل کرد. خدمت جنگی او به عنوان مدیر کل تولید هواپیماهای نیروی دریایی، وابسته هوایی نیروی دریایی در سفارت بریتانیا در واشنگتن دی سی و سپس به عنوان فرمانده دو ناو هواپیمابر ادامه یافت. او در اوایل دهه ۱۹۶۰ به عنوان فرمانده ارشد دریا و رئیس ستاد نیروی دریایی خدمت کرد. در این سمت، او عمدتاً درگیر برنامه‌هایی برای ساخت ناوهای هواپیمابر جدید سی‌وی‌ای-۰۱ بود.